# Parai

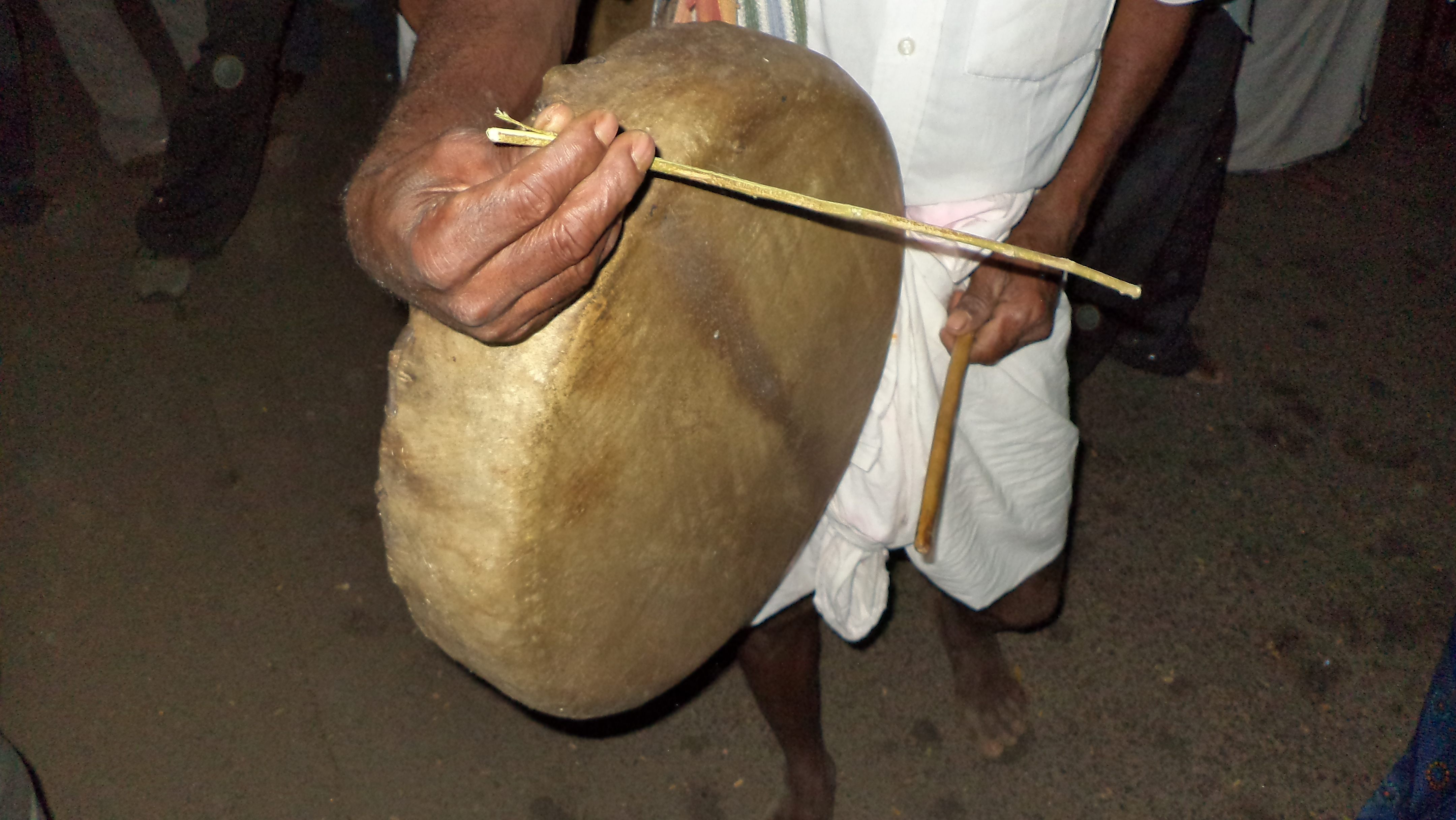
Mit zwei Stöckchen geschlagene Rahmentrommel parai in Tamil Nadu

Parai (Tamil பறை), auch tappu, thappu (Tamil தப்பு) und kottu, ist eine kreisrunde einfellige Rahmentrommel, die in der Volksmusik der indischen Bundesstaaten Tamil Nadu und Andhra Pradesh verwendet wird. Die bereits in der alttamilischen Literatur des 1. Jahrtausends erwähnte parai wird in Tamil Nadu hauptsächlich bei religiösen und zeremoniellen Anlässen von der niedrigstehenden Berufskaste (jati) der Paraiyar gespielt, von denen der Name der Trommel auf die Sozialgruppe Paria überging. In der zweiten Hälfte des 20. Jahrhunderts erfuhr die parai mit ihrem einfach konstruierten Holzrahmen und einer Membran aus Kalbshaut eine Umbewertung: Sie wurde von einer Ritualtrommel einer regionalen dörflichen Unterschicht zum kulturellen Symbol der politisch aktiven tamilischen Dalit-Bewegung. Zahlreiche Veröffentlichungen behandeln die mit der parai verbundenen gesellschaftlichen Veränderungen und Konflikte innerhalb der indischen Kastenhierarchie.
Eine aus einem Metallring geformte und stets paarweise eingesetzte Rahmentrommel in den beiden Bundesstaaten heißt pirai. Die parai der tamilsprachigen Paraiyar-Trommlerkaste in Sri Lanka ist eine zweifellige Zylindertrommel.
Parai (frühere Schreibweise parrai) ist ferner eine andere Bezeichnung für die tönerne Sanduhrtrommel parang (parrang) der Muria, einer Adivasigruppe im Distrikt Bastar im zentralindischen Bundesstaat Chhattisgarh.

## Herkunft

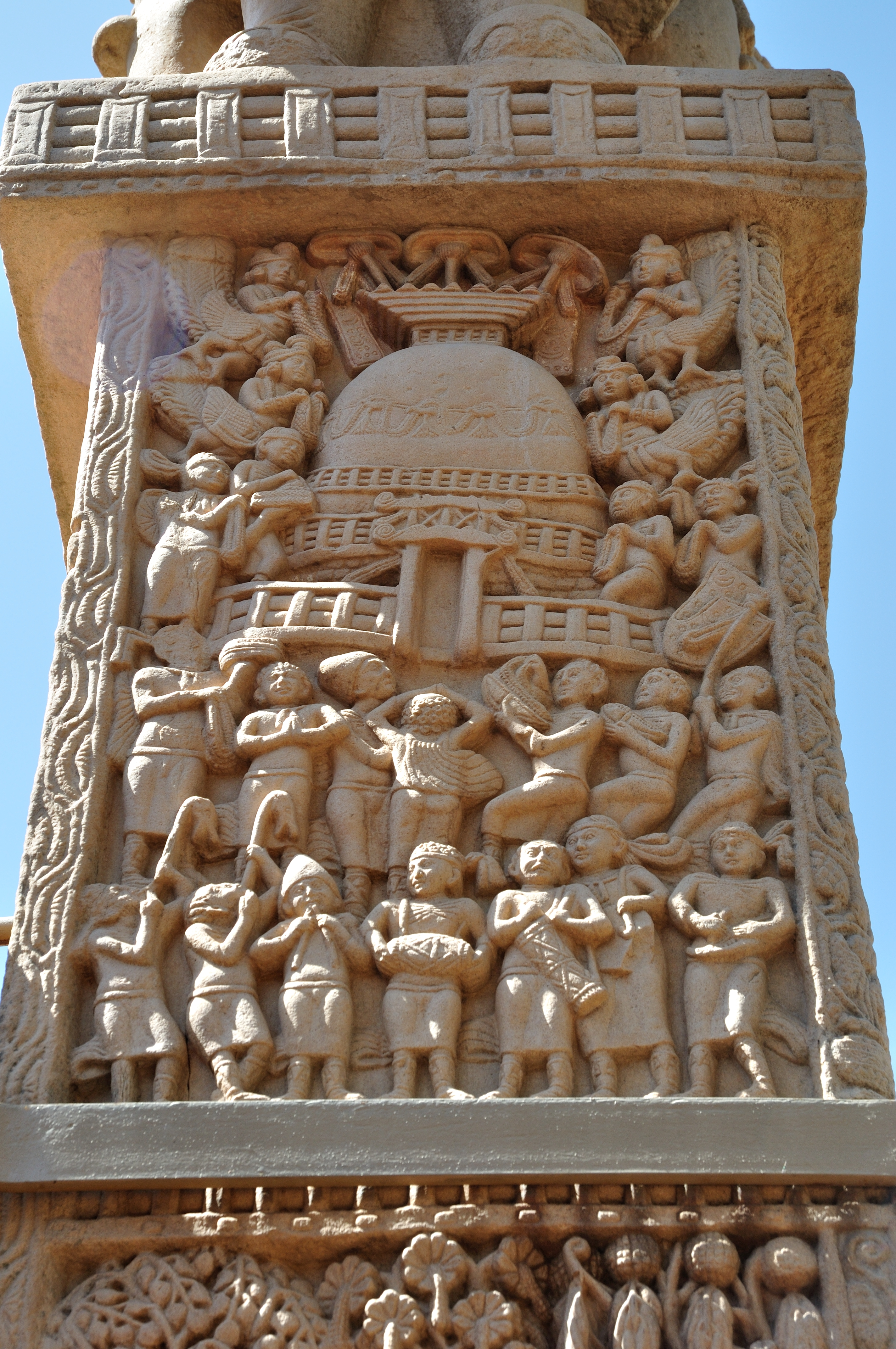
Stupa von Sanchi, Westpfeiler am Nordtor. Viele Gläubige haben sich zur Verehrung des Stupa versammelt. Im Mittelpunkt ein Tänzer, der sich im Kreis dreht. In der unteren Reihe stehen sieben Musiker, von links nach rechts: zwei lange Naturtrompeten ähnlich der carnyx, ein gedoppeltes Rohrblattinstrument, eine Fasstrommel mit beiden Händen geschlagen, eine Zylindertrommel mit Stöcken auf das obere Fell geschlagen, eine große Rahmentrommel und vermutlich eine Bogenharfe vina.

In der auf Sanskrit und Tamil verfassten altindischen Literatur werden Hunderte Trommelnamen erwähnt, die auf eine Form der zahlreichen Trommeltypen oder die bestimmte Funktion einer Trommel verweisen. Einer der ältesten Trommelnamen auf Sanskrit, dundubhi, der im Rigveda und in der nachfolgenden klassischen Literatur vorkommt, bezeichnete mutmaßlich eine hölzerne Kesseltrommel oder eine Röhrentrommel, die als Kriegstrommel gebraucht wurde. Heutige Kesseltrommeln sind beispielsweise das Kesseltrommelpaar nagara, die große dhamsa der Santal und anderer Adivasigruppen in Ostindien und die kleine nissan der Muria. Neben dem Wort dundhubi, das auch funktionell für eine in Ritualen und kriegerischen Zusammenhängen eingesetzte Trommel gestanden haben könnte, war mridangam im 1. Jahrtausend der verbreitetste Name für eine Trommel. Damit waren unterschiedlich geformte Röhrentrommeln gemeint. Der dritte Trommeltyp, die Rahmentrommel, kam im alten Indien nur vereinzelt vor. In der antiken Region Gandhara im äußersten Nordwesten Südasiens gab es einfellige Rahmentrommeln, die vermutlich aus Vorderasien stammten und sich später bis nach Zentral- und Südindien ausbreiteten.
Die Rahmentrommeln wurden überwiegend mit gebogenen Stöcken geschlagen. Auf einem Medaillon der Shunga-Zeit, das sich am Steinzaun (vedika) des Stupas von Bharhut (2.–1. Jahrhundert v. Chr.) befand, ist in der Mitte ein Elefant zu sehen, der von mehreren Affen umgeben ist. Rechts schlägt ein Affe eine Sanduhrtrommel, die an einem Riemen um seine rechte Schulter hängt, mit einem geraden Stock. Am unteren Rand, zwischen den Vorderfüßen des Elefanten, schlägt ein anderer Affe mit einem gekrümmten Stock auf eine große Rahmentrommel, die ebenfalls um seine Schulter hängt. Bei den Darstellungen mit Affen handelt es sich wohl um Szenen aus den Jatakas (Erzählungen aus den früheren Leben des Buddha). Ebenfalls große Rahmentrommeln werden an mehreren Toren des Steinzauns um den Stupa 1 von Sanchi (1. Jahrhundert v. Chr.) gezeigt. Bei einem der Trommler (Osttor, Außenseite, untere Reihe links) ist zu erkennen, dass er die senkrechte Trommel mit einem gebogenen Stock in jeder Hand schlägt, folglich wird er sie an einem Gurt um den Hals gehängt haben. Eher eine Rahmentrommel als einen Gong zeigt auch ein Relief aus dem Stupa von Amaravati in Südindien (2. Jahrhundert n. Chr.). Das Instrument hängt an einer Stange, die von zwei Zwergen auf ihren Schultern getragen wird. Es scheint eine zweifellige Rahmentrommel zu sein, weil die Zwerge mit Stöcken und weitausholenden gestreckten Armen von beiden Seiten schlagen. Auf einer Wandmalerei in den buddhistischen Felshöhlen von Ajanta (6. Jahrhundert, Höhle 10) ist ein großes Ensemble von Musikerinnen zu sehen, die vermutlich anlässlich einer religiösen Prozession Trompeten blasen, Rahmentrommeln schlagen, klatschen und tanzen.

## Mythos
In Tamil Nadu gilt die parai als das älteste Membranophon. Um ihre rituelle Bedeutung zu begründen, wird die parai im Mythos mit der kleinen sanduhrförmigen Rasseltrommel udukkai oder damaru gleichgesetzt, die als ein Attribut Shivas erscheint. Shivas Trommelschläge stellen den Urklang dar. Shiva, einer der Hauptgötter der Dalits, produziert mit dieser Trommel den Puls der kosmischen Zeit, er erschuf mit ihr das Universum und erschafft es immer wieder neu.
Die Trommel wird in einem Herkunftsmythos der Paraiyar eingeführt, der hauptsächlich zur Erklärung ihres niedrigen Sozialstatus dient. Die grundlegende Erzählung des Mythos lautet: Ursprünglich gab es zwei arme Brüder, die sich trafen, um an Gott zu beten. Gott trug ihnen auf, die Haut von einer toten Kuh abzuziehen. Der ältere Bruder wollte sagen: „Mein jüngerer Bruder soll es tun“, zu vernehmen war aber: „Mein jüngerer Bruder ist ein Brahmane“ (pappaan – paappaan). So wurde der jüngere Bruder zu einem Brahmanen (paappaan) und der ältere zu einem Pariyar. Obwohl sozial am unteren Rand der Gesellschaft stehend sehen sich die Pariyar dennoch gegenüber den Brahmanen in der Position eines älteren Bruders, der innerhalb der Familie im Rang gleich nach dem Vater als dem Familienoberhaupt steht. Nur ein Missverständnis degradierte also die einst gleichrangigen Paraiyar.
In einer Variante dieses Mythos heißt es: Zwei Brüder waren Priester in einem Mariyamman-Tempel. Der ältere Bruder erklärte, zu fasten und ein Schweigegelübde einhalten zu wollen. Der jüngere Brüder möge sich weiterhin um den Tempel kümmern. So verkündete er: Nan parrayan, tampi parpar, „ich bin der Trommler, der jüngere Bruder ist der Priester“ (parrayan aus parai, „Trommel“, und ar, „Person“; parpar aus par, „sehen“, also „Seher, Weiser, Priester“). Auch hier stehen beide Brüder am Anfang auf gleicher Sozialebene und der ältere Bruder, der Paraiyar, erweist sich als der aktivere der beiden.
In der folgenden Version erhält die Trommel ihre Funktion: Zwei brahmanische Brüder heißen Annan und Tampi. Annan, der jeden Tag im Tempel die Gottheit verehrt (puja), wird dazu gebracht, eine Kuh zu töten und daraufhin gezwungen, ihr Fleisch zu essen. Dadurch wird er zum Unberührbaren, weil nur ein Unberührbarer Rindfleisch isst, und muss das Dorf verlassen. Als Annan und seine Frau in einem anderen Dorf ankommen, erhalten sie dort eine Hütte und Annan wird die Aufgabe eines Dorfwächters zugeteilt, der die Gemeinde zu Versammlungen rufen soll. Um besser gehört zu werden, nimmt Annan etwas Kuhhaut und fertigt daraus eine Trommel (parai). Seitdem werden er und seinesgleichen Paraiyar genannt. Für seine Arbeit sammelt und verarbeitet Annan die Haut toter Kühe. Weil er dadurch unrein geworden ist, meidet ihn die Gesellschaft. In dieser Version sind die Paraiyar von einem ursprünglich angesehenen Brahmanenstand in Armut und Abhängigkeit gefallen. Gemäß den Ursprungsmythen gestehen die Pariyar ein, dass die Verwertung toter Rinder, der Verzehr von Rindfleisch, das Trommelspiel und die Leichenbestattung unreine verachtenswerte Tätigkeiten sind, aber erkennen diese nicht als charakteristisch für ihre Gruppe und als ursprünglich eigene Handlungen an. Die gesellschaftliche Gliederung durch das Kastensystem wird in den Mythen nicht infrage gestellt.
Paraiyar werden zu „Unberührbaren“ im indischen Kastensystem, weil sie die Felle von dem Namen nach als „unantastbar“ (Sanskrit aghnya) geltenden Kühen verarbeiten und die mit Rindshaut bespannten Trommeln mit ihren Händen schlagen. Dadurch geraten sie in Kontakt mit einer durch den Tod der Kuh entstandenen Substanz. Zu ihren rituellen Aufgaben (tholil, toril) gehört, bei Beerdigungen und anderen Familienfeiern aufzutreten. Der Begriff tholil bezieht sich nur auf Rituale von „Unberührbaren“ und anderen niedrigstehenden Dienstleistungskasten. Das Trommelspiel bringt die Paraiyar mit den Totengeistern (Tamil peey, von Sanskrit pret, „verstorben“, „abgereist“) und
den übrigen Dämonen (bhuta) in Verbindung. Die peey gehören zu den unglücklich Verstorbenen, den bei der Geburt, durch einen Unfall oder durch Suizid getöteten Menschen; sie sind übelwollende unreine Geister, die ohne Vorwarnung über Menschen herfallen. Die Trommler der Pariyar haben Menschen und göttliche Wesen vor Angriffen durch die peey zu beschützen.

## Wortumfeld

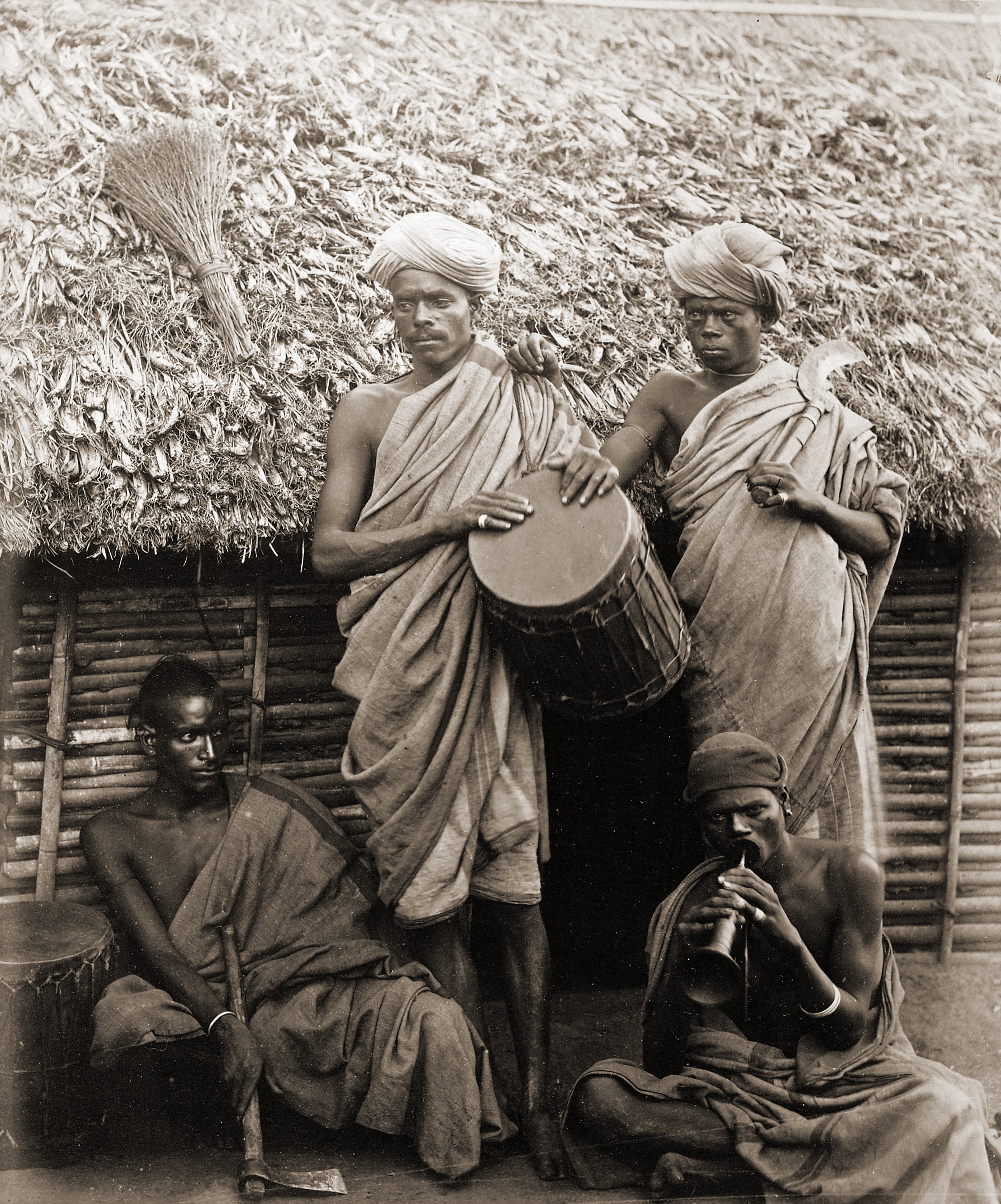
Zylindertrommel dappu und Kegeloboe mukhavina der Irulas, einer Adivasi-Gruppe in den südwestindischen Nilgiri-Bergen. Form und Verschnürung der dappu ähneln der parai in Sri Lanka. Aufnahme von 1871/72

Die Kastenbezeichnung Paraiyar ist der Plural von Paraiyan, der sich aus Tamil parai-an, „Trommel-Person“, zusammensetzt. Der Name der Trommel, parai, steht mit paraidal, „ankündigen“ in Verbindung und bezieht sich auf deren Funktion als Signal- und Ritualinstrument bei Gemeindeversammlungen, Tempelfesten, Beerdigungen und anderen familiären Anlässen. Aus dieser Übersetzung wurde abgeleitet, die parai habe in alttamilischer Zeit den Sieg nach einer Schlacht verkündet. Damals sei die Trommel noch nicht mit Kalbshaut, sondern von Jägern und Kriegern mit dem haarigen Fell von Wildtieren bespannt worden. Eine Etymologie setzt Paraiyar aus parai und aiyar („Priester“ oder „Brahmane“) zusammen, so werden die Paraiyar zu „Priestern der Trommel“ entsprechend ihrer mutmaßlich einst höheren sozialen Stellung. Damit soll auch die in alttamilischer Zeit vermutete sakrale Bedeutung der parai bestätigt werden. Im Gegensatz dazu kommt laut einer Untersuchung von 1978 unter den Tamilen im Norden Sri Lankas der umgangssprachliche Ausdruck parai paasah (wörtlich „Paria-Sprache“) mit der Bedeutung „vulgäre Sprache“ vor. Ebenso könnte dort das Erscheinungsbild eines schäbig gekleideten Menschen bei einer vornehmen Veranstaltung als parai-k-kulam („Paria-Gemeinschaft“) oder ein Hund als zu einer verachtenswerten Tierart gehörig als parai naay („Paria-Hund“) bezeichnet werden.
Das Wohngebiet der Paraiyar-Berufskaste heißt Paraicheri und liegt üblicherweise am Dorfrand. Paraiyar, die bei Begräbnisprozessionen die stets paarweise eingesetzte Naturtrompete tarai (der tiruchinnam vergleichbar) blasen, werden Panisaivan und die Bestatter werden Vettiyan genannt.
In dravidischen Sprachen verwandte Namen für Trommeln sind unter anderem pirai, para und pare. Damit werden auch Gefäße für das Bemessen und die Aufbewahrung von Getreidekörnern bezeichnet. Nach ihrer Funktion gab es für die parai entsprechende Beinamen: Por parai war eine „Kriegstrommel“, mit der munda parai wurde die Ankunft des Königs gemeldet und mit einer nalikaip parai genannten Trommelvariante wurde die Tageszeit verkündet. Die „Beerdigungstrommel“ heißt sa parai (sapparai). Neben der parai mit einem kreisrunden Holzrahmen gibt es in Tamil Nadu die kleinere pirai mit einem unterschiedlich geformten Eisenbügel. In Andhra Pradesh ist anstelle von parai der Name tappu geläufiger. Tappu ist über dappu vom arabisch-persischen Wort daf für Rahmentrommeln im gesamten islamischen Orient abgeleitet. Der in derselben Region von Südosteuropa bis ins südliche Zentralasien verbreitete Name daira ist in Indien seltener und kommt nur im Norden als dara vor. Die Bezeichnung kottu in Tamil Nadu (wörtlich „schlagen“) gilt als eher abfällig.

## Verbreitung
Nach ihrem Durchmesser unterscheidet B. C. Deva (1978) bei den einfelligen indischen Rahmentrommeln drei Typen: Der erste Typus hat einen Durchmesser von 40 bis 60 Zentimetern und ein Fell aus Rindshaut oder Wasserbüffelhaut, das am Rahmen festgenagelt oder mit einer Schnurverspannung auf der Unterseite fixiert ist. Hierzu gehören neben der parai die daf in Nordindien (daff, duff, dhap, mit und ohne Schellenkranz, mit zwei Holzstöcken oder den Händen geschlagen), die halgi, die changu in Odisha und die amat(t)e oder tappate in Karnataka (Sprache Kannada, auf Tamil tammati, tappati, und Telugu tammeta, tappeta, alle mit Metallrahmen). Die ghera ist eine große oktogonale Rahmentrommel in Rajasthan.
Der zweite Typus sind kleinere Rahmentrommeln mit 20 bis 40 Zentimetern Durchmesser und Messingzimbeln (Schellen), die mit Metallstiften in Schlitze im Rahmen eingesetzt sind. Hierzu gehört die nordindische kanjari mit einem einzelnen Zimbelpaar im Rahmen, die mit den Händen geschlagen wird. Nur 15 bis 20 Zentimeter Durchmesser misst der dritte Typus, dessen mit Echsenhaut bespannter Rahmen höher als bei der daf ist. Bekanntestes Beispiel der kleinsten Rahmentrommeln ist die mit der Hand geschlagene südindische kanjira, die nicht wie alle anderen in der Volksmusik, sondern in der südindischen klassischen Musik eingesetzt wird. Ihre Form wird seit der Mogulzeit (16. Jahrhundert) auf Miniaturen dargestellt.
Es gibt außerdem wenige zweifellige Rahmentrommeln, die in regionalen Volksmusikstilen gespielt werden, ansonsten sind in Indien Röhrentrommeln und Kesseltrommeln nach ihrer Zahl und Formenvielfalt deutlich stärker verbreitet. In Tamil Nadu wird die Doppelkonustrommel mridangam am häufigsten, auch in der klassischen Musik, eingesetzt, eine eher seltene Kesseltrommel ist die dhanki. Die Fasstrommel tavil gehört traditionell zu Prozessionen und zur Tempelmusik. Mit Rindshaut bespannt war auch die alte tamilische Sanduhrtrommel amantirikai (mit der idakka verwandt). Abgesehen von der parai bestehen alle anderen Trommelmembranen in den Dörfern Tamil Nadus, etwa der Sanduhrtrommel udukkai (mit der nordindischen hurka verwandt), der pambai und der tavil aus Ziegenhaut.
Möglicherweise bestehen historische Verbindungen zu Rahmentrommeln im Indischen Ozean: zur rabana in Sri Lanka, rebana in Indonesien und zur ravanne auf Mauritius.

## Bauformen

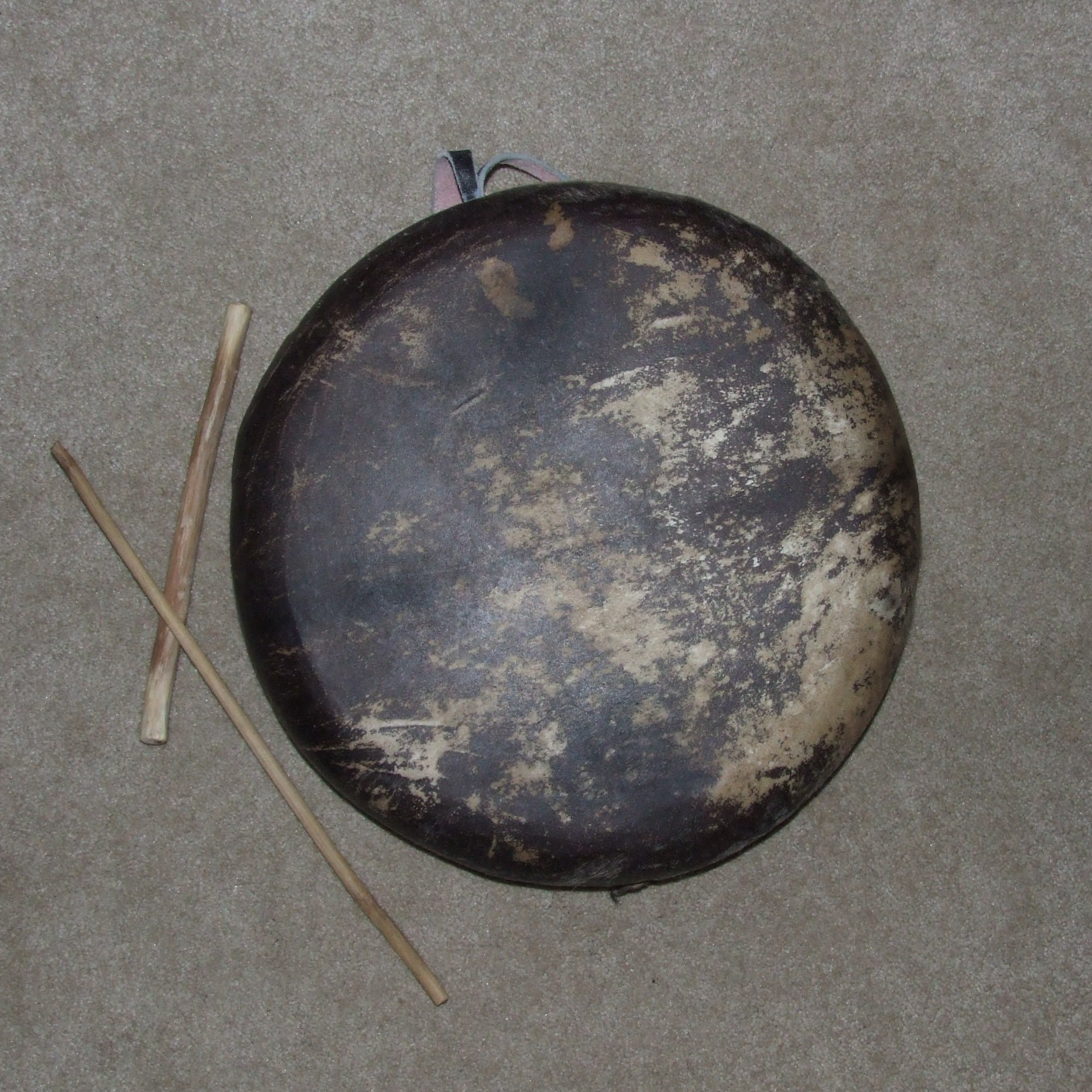
Oberseite einer Rahmentrommel parai

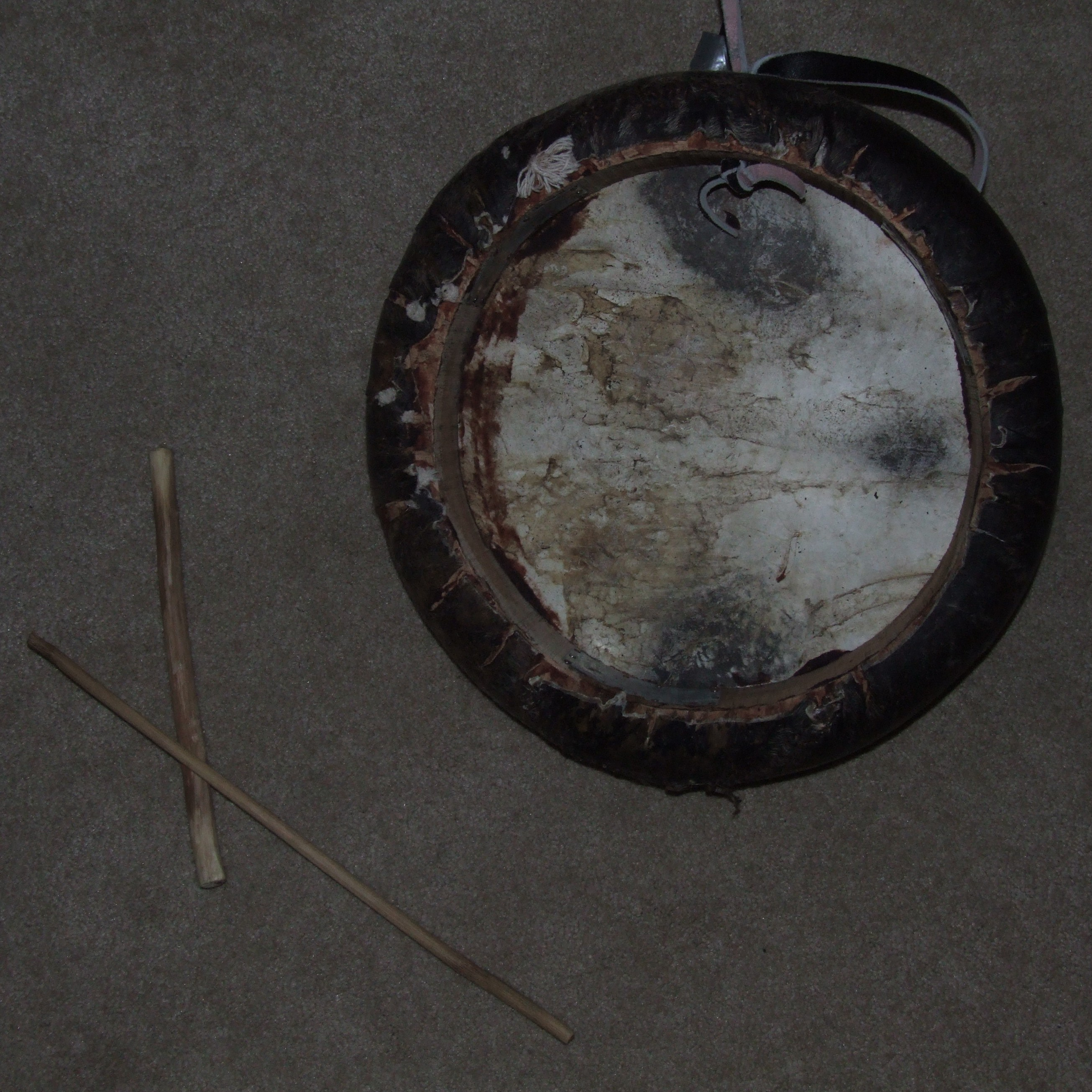
Unterseite dieser parai

Die parai der Dalits in Tamil Nadu ist eine mittelgroße einfellige Rahmentrommel. Die zur Bespannung verwendete Kalbshaut wird zunächst mit der glatten Innenseite nach oben am Boden ausgebreitet und zwei Tage in der Sonne getrocknet. Der Trommelhersteller reibt anschließend die Haarseite mit Asche ein, um die Haare zu entfernen und das Fell zu säubern. Die Prozedur dauert zwei bis drei Tage. Die Kalbshaut-Membran wird nun über einen kreisrunden Holzrahmen von etwa 40 Zentimetern Durchmesser glatt gespannt und mit dem Rahmen verklebt. Bei dieser traditionellen Methode wird die aufgespannte Haut, um sie zu straffen, mit einer Brühe aus zerstampften und gekochten Tamarindesamen weiterbehandelt. Der Rahmen ist an der Außenseite halbrund geschliffen und aus drei Segmenten zusammengesetzt. An den stumpfen Verbindungsstellen sind die Holzteile durch an der Innenseite aufgenagelte Blechstreifen fixiert. Gespielt wird die parai in senkrechter Position entweder mit einer Hand, einer Hand und einem Holzstöckchen oder zwei Holzstöckchen. Vor und teilweise in den Pausen während des Spiels muss die parai über dem Feuer erhitzt werden, um die Membran zu straffen und die Tonhöhe einzustellen.
Die ciruparai („kleine Trommel“) ist eine kleine Version der parai mit einer Membran aus einer Echsenhaut (Tamil utumpu). Sie ist in der Größe mit der kanjira vergleichbar. Die tamilische Literaturgattung Pillaitamil („tamilische [Poesie] vom Kind“) war ursprünglich eine höfische Dichtung zur Huldigung des Königs. Sie wird seit dem 10./11. Jahrhundert bis heute gepflegt und erlebte ihre Blütezeit im 14./15. Jahrhundert. In ihr werden, formal in zehn Abschnitte (paruvam) mit üblicherweise jeweils zehn Versen gegliedert, die Stadien beim Heranwachsen eines Kindes beschrieben. Im 18. Jahrhundert wurden im Besonderen die Tugenden des kindlichen Gottes Murugan erzählt. Im ciruparai genannten achten Abschnitt der Murugan-Erzählung spielt das vierjährige Kind mit seiner „kleinen Trommel“ (ciruparai), deren konstanter Rhythmus (Shivas damaru folgend) dem Pulsschlag des Universums entspricht. Islamische Dichter, die sich seit dem 18. Jahrhundert dieser Literaturgattung bedienen, huldigen dem Propheten Mohammed, Mitgliedern seiner Familie oder einem der in Tamil Nadu verehrten islamischen Heiligen (walī). Im Abschnitt ciruparai wird auch in den islamischen Pillaitamil der kleine Junge aufgefordert, seine Trommel zu schlagen. Die Verse in diesem Abschnitt haben entweder einen fröhlichen Anlass oder handeln von der Weltzerstörung gemäß dem islamischen Jüngsten Gericht oder der hinduistischen Vorstellung.
Die in ländlichen Gebieten von Tamil Nadu und Andhra Pradesh vorkommende pirai (oder parai) ist ein ungewöhnlicher Typ einer Rahmentrommel, die in zwei Formvarianten existiert. Beide Formen gehören zu den Stieltrommeln und bestehen aus einem kleinen, aber stabilen Eisenring, an dem ein gekrümmter Stiel aus dem gleichen Rundstab angeschweißt ist. An dessen Ende sind gegenüber zwei Holzplättchen befestigt, an denen der Musiker sich die Trommel mit Hilfe einer Baumwollstoffwicklung auf der Stirn festbindet. Eine dünne Pergamentmembran aus Ziegenhaut ist am Eisenring mit einer umlaufenden Schnurwicklung festgebunden. Der Musiker schlägt die oberhalb seines Kopfes nach vorn ragende pirai mit zwei dünnen Holzstäben von beiden Seiten. Die surya pirai (Sanskrit surya, „Sonne“, Sonnengott), auch surya mandalam, ist kreisrund und hat einen Durchmesser von 25 Zentimetern. Die chandra pirai (Sanskrit chandra, „Mond“, Mondgott), auch chandra mandalam, hat die Form einer breiten Mondsichel. Die beiden selten gewordenen pirai-Varianten werden in Tempeln zur Verehrung der Göttin Mariyamman oder für Dorfgottheiten geschlagen, die surya pirai bei der puja morgens und die chandra pirai abends. Sie gehören oder gehörten auch mancherorts zu mehrtägigen Tempelfesten. Eine andere südasiatische Stieltrommel ist die dhyangro im Nepal, ansonsten kommen Stieltrommeln in der tibetischen Musik und ferner als Schamanentrommeln bei den Eskimos vor.
Par(r)ai ist ein anderes Wort für die Sanduhrtrommel parrang (auch parrayin, tori parra) bei den Muria, einer zu den Gond gehörenden Dalit-Gruppe im Distrikt Bastar im Bundesstaat Chhattisgarh. Die parrang ist den Feldforschungen von Verrier Elwin in den 1940er Jahren zufolge aus Ton gefertigt und besitzt zwei Felle aus Rindshaut, die mit einer Zickzack-Verschnürung gegeneinander verspannt sind. Die Länge beträgt 40 bis 60 Zentimeter bei 23 Zentimetern Felldurchmesser. Eine ähnliche Trommel bei den Muria ist die hulki mandri. S. K. Jain zufolge waren Tontrommeln gegenüber Trommeln mit Holzkorpus in den 1960er Jahren selten.
Die parai oder parai melam der Paraiyar-Trommlerkaste in den Tamilengebieten von Sri Lanka ist eine große zweifellige Zylindertrommel, die auf einer (der rechten) Seite mit einem Stock und auf der anderen mit der Hand geschlagen wird. Die namensgebende Rahmentrommel von Tamil Nadu kommt in Sri Lanka nicht vor. Die Zylindertrommel ähnelt in ihrer Spielweise der südindischen Fasstrommel tavil. Die Form der parai melam, die von den hinduistischen Tamilen in Jaffna und Batticaloa gespielt wird, entspricht im Wesentlichen der davula (wie tavil mit davul namensverwandt), die Singhalesen in ihrer buddhistischen Tempelmusik verwenden. In Jaffna ist die parai etwas größer als im übrigen Land. Während die Paraiyar mit ihrer Trommel die Göttin Mariyamman verehren, verwendet die sozial etwas höher stehende Tamilenkaste der Nattuvar die Fasstrommel tavil zusammen mit der Kegeloboe nadaswaram für die religiöse Musik zu Ehren anderer Götter wie Pillaiyar (ein tamilischer Name für Ganesha). Das Oberhaupt einer Paraiyar-Gemeinschaft in Sri Lanka mit dem Titel muppan besitzt als Insignium der gesamten Berufskaste eine „Königstrommel“ (raca melam). Die raca melam von Tivukkudi (bei Kokkadichcholi, Westseite der Batticaloa-Lagune) ist eine zweifellige, in der Mitte taillierte Röhrentrommel aus Messing, die im Jahr 1839 als Repräsentationstrommel des Distrikts eingeführt wurde.

## Spielweise und kulturelle Bedeutung

### Tamil Nadu

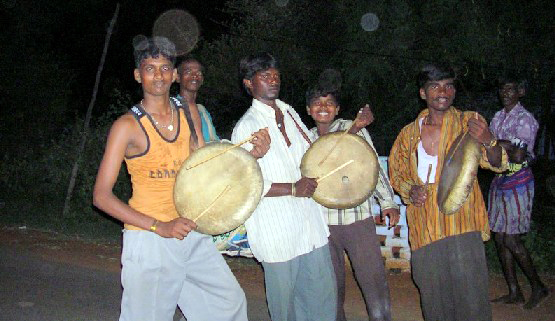
Gruppe parai-Spieler in Tamil Nadu

Die parai der Dalits gilt als die älteste Trommel, deren Ursprung in prähistorischer Zeit liegen soll. Diese Einschätzung wird hervorgehoben, seit die Trommel nach der Mitte des 20. Jahrhunderts von einem „unreinen“ Ritualinstrument der „Unberührbaren“ zu einem positiven Symbol der tamilischen Identität aufgewertet wurde. Zuvor galt die parai außerdem als unheilvoll, weil sie neben sonstigen, eher fröhlichen Anlässen bei Beerdigungsprozessionen mit lautstarken Schlägen zur Vertreibung böser Geister verwendet wird. In ihren Mythen stellen sich die Paraiyar zwar als ursprünglich den Brahmanen gleich oder gar überlegen dar, akzeptieren aber ihren nachfolgend erreichten niedrigen, „unreinen“ Status als Bestimmung eines göttlichen Willens. Indem die Paraiyar ihre Trommel aufwerten, schätzen sie auch ihren gesellschaftlichen Status höher ein. Dies rechtfertigen sie mit neuen Mythen, in denen die positive Bewertung der Trommel und anderer Attribute ihrer Gruppe begründet werden. Hinzu kommt, dass nicht alle Paraiyar, dafür auch andere Dalit-Gruppen (in Tamil Nadu die Pallar und die Arunthathiyar) gelegentlich die parai spielen.
Der rituelle Einsatz der parai gehört zu den kultisch-religiösen Dienstleistungen (tholil), die hinduistische Paraiyar seit Jahrhunderten für sozial höherstehende Dorfbewohner erbringen. Weitere tholil der Paraiyar, die alle mit dem Trommelspiel zusammenhängen, sind die Verbreitung von Todesnachrichten, die Durchführung von Feuerbestattungen, die Bewachung des Dorfes und die Beseitigung toter Rinder. Zu den zeremoniellen Anlässen gehören das Tempelfest für Mariyamman und pongal, das tamilische Erntedankfest. Bei den Zeremonien sollen die Schläge der parai die bösen Geister fernhalten. Den verschiedenen Anlässen ist eine Musik mit einer bestimmten rhythmischen Struktur (talam) zugeordnet. Ein parai-Ensemble besteht im Idealfall aus jeweils einem Mitglied der vier Paraiyar-Subkasten (vagaiyara), das parai spielt und einem fünften Musiker, der mit zwei Stöcken die waagrecht gehaltene Kesseltrommel satti melam schlägt. Der Korpus der satti besteht aus Ton und ist mit Ziegenhaut bespannt. Selbst wenn die Musiker bei einem freudigen Anlass auftreten, dürfen sie sich mit der parai nicht in unmittelbarer Nähe eines Tempels aufhalten.

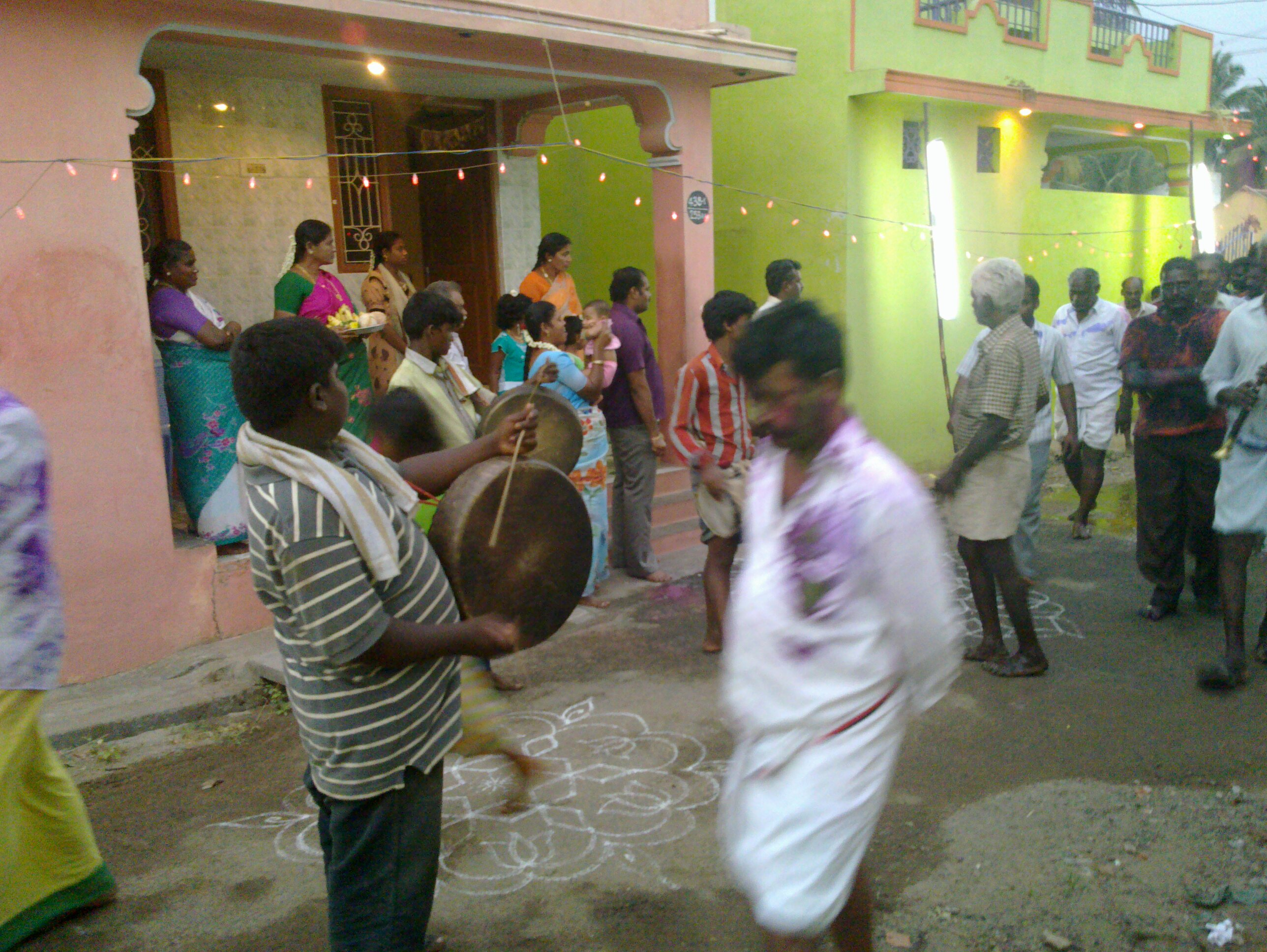
Parai-Gruppe bei einer Familienfeier vor einem Privathaus. Auf dem Boden ist ein kolam aufgemalt.

Zwischen 1913 und 1947 traten die Paraiyar Tamil Nadus (zusammen mit den Madhari, ehemals „unberührbaren“ Lederverarbeitern) in großer Zahl zum Christentum über, wobei sie die Sozialstufe ihrer Berufskaste beibehielten. Dies bedeutet nicht, dass Christen und Hindus der entsprechenden Kastenzugehörigkeit traditionell untereinander heiraten. Paraiyar machen zusammen mit anderen Dalit-Gruppen mindestens zwei Drittel der protestantischen Christen Tamil Nadus aus, die übrigen gehören zu einer oberen und einer mittleren Kaste. Zu den aus der hinduistischen Tradition übernommenen religiösen Ritualen, die Christen in Tamil Nadu weiterführen, gehören unter anderem der devotionale Gesangsstil kirtan (als kirttanai) und die bei Katholiken verbreitete Vorstellung einer krankmachenden Besessenheit durch böswillige Geister. Entsprechend übten die Paraiyar weiterhin ihre sozialen und zeremoniellen Verpflichtungen (tholil) gegenüber den höheren Hindukasten aus, weil sie diese als religiöses Gebot betrachteten. Es bedurfte eines längeren Übergangsprozesses, bis die Paraiyar einen Zusammenhang zwischen dem Hinduglauben und ihrem Trommelspiel erkannten und nach einer Gelegenheit suchten, um letzteres ebenfalls aufzugeben. Beim Erntedankfest (pongal) im Dorf Pappanallur (Subdistrikt Maduranthakam) kam es im Januar 1996 zu einem handfesten Streit zwischen den Paraiyar-Trommlern und den höherkastigen Vanniyar um ein Stück Land, dessen Nutzung beide Gruppen für sich beanspruchten. Diese Auseinandersetzung bildete den Anlass für die Pariyar, ihr Trommelspiel mitsamt allen anderen jahrhundertealten zeremoniellen und anderen Dienstleistung, zu denen auch das Ausheben der Gräber gehörte, vollständig einzustellen. Die Eskalation bei diesem Konflikt und ähnlich gelagerten Fällen seit den 1940er Jahren ging hauptsächlich von den Pariyar aus und stellte aus einer Perspektive des Unterdrücktseins einen Angriff auf die Hierarchie des Kastensystems dar.
Einen ähnlichen Bewusstseinswandel vollzogen die Pariyar auch in anderen Dörfern Tamil Nadus. Anstelle der Einschätzung, das Spiel der parai sei eine „unreine“ Aktivität und ein Akt der sozialen Unterordnung, schlugen Forscher und andere Kommentatoren der Entwicklung vor, die Paraiyar mögen doch die Trommel als ihr kulturelles Erbe mit einer bis in alttamilische Zeit zurückreichenden Tradition und nicht als Trommel für die Toten (sapparai) bei Begräbniszeremonien, sondern als uralte Kriegstrommel (porpparai) zur Ankündigung von Gefechten begreifen. Nach Einschätzung von V. Valamarthi (1999) soll sich die parai von ihren kriegerischen und „wilden“ Anfängen – weshalb sie zunächst mit einem haarigen Fell eines Wildtiers bespannt war – zu einem verfeinerten Musikinstrument, das in Tempeln gespielt wurde, entwickelt haben. Dann hätten die unter den Chola-Herrschern (848–1279) politisch einflussreichen Brahmanen die parai zu einem unreinen Instrument degradiert. Deshalb müsse, so Valamarthi, die alte Geschichte der Trommel rekonstruiert werden. Sathianathan Clarke (1998) führt das Trommelspiel in Tamil Nadu bis in das 4. Jahrhundert zurück, als die für militärische und religiöse Zwecke verwendete Trommel murasu genannt wurde, und erkennt in der einst sakralen und später „unrein“ gewordenen parai eine Parallele, wenn nicht ein Symbol für den im Verlauf der Geschichte sozialen Abstieg der Paraiyar. Unabhängig von der Frage, ob diese Versuche, den Paraiyar eine gloriose Phase während der Hochkultur des Chola-Reiches zuzuschreiben, eine historische Basis haben oder lediglich einen erfundenen Herkunftsmythos darstellen, tragen sie in jedem Fall zum Selbstbewusstsein der sich nunmehr stolz als „Dalit“ Bezeichnenden bei.
Der Ausdruck „Dalit“ wird von jenen Sozialgruppen gewählt, die offiziell als Scheduled Castes gelistet werden, sich aber gegen das bestehende Kastensystem auflehnen. Vertreter der Dalits, die seit den 1980er Jahren auf der politischen Bühne um gesellschaftliche Aufwertung kämpfen, veranstalten Dalit-Kulturfestivals mit dem Ziel der Anerkennung von zuvor stigmatisierten kulturellen Ausdrucksformen und besonders der „unreinen“ Trommel. Ende des 20. Jahrhunderts fand der Wandel statt von der gänzlichen Weigerung, die parai zu spielen hin zu ihrem neuen Einsatzgebiet als einem altehrwürdigen Volksmusikinstrument. Mit dem strategischen Slogan „Die Dalit-Künste sind die Waffen für die Befreiung der Dalits“ ist die parai zu einem Symbol der sozialen Rebellion geworden. Abgesehen von der parai stellen die Veränderungen beim christlichen Gesangsstil kirttanai, in den nach der Mitte des 20. Jahrhunderts Elemente aus der tamilischen Volksmusik einflossen, den musikalischen Aspekt der gegen die Brahmanen gerichteten dravidischen Bewegung dar.
In einigen tamilischen Spielfilmen mit sozialkritischem Tenor setzten politische Aktivisten die parai ein. Hierzu gehören: Sivappu Malli („Roter Jasmin“, 1981, Regie: Rama Narayanan) und Sangamam (von Sanskrit sangam, „Zusammenfluss“, 1999, Regie: Suresh Krissna), ein Tanzdrama, bei dem es um den Wettbewerb zwischen klassischen Tanz- und Musikstilen und Stilen der Volkstradition geht. In der tamilischen Seifenoper Thendral (2003, Regie: S. Kumaran) wird in einem Lied das Spiel auf der parai als „Befreiungsmusik“ gepriesen. Einige Kritiker dieser Entwicklung stellen fest, dass die Paraiyar wieder auf Beerdigungen für höherstehende Kasten Trommel spielen und dies, zwar nun als Kunstform deklariert, dennoch ein Rückfall in alte Herrschaftsmuster sei. Wenn die einen Dalits die parai als „Kunstform“ schlagen, so nützt dies anderen Dalits wenig, die sich genötigt sehen, weiterhin als eine ihrer Kaste gemäße Verpflichtung für Höherrangige im Sozialsystem bei Beerdigungen zu trommeln. Hierbei treten auch Spannungen zwischen verschiedenen Dalit-Gruppen zutage. Die parai und die mit ihr gespielten Volksmusikrhythmen werden auch häufig – ohne thematischen Bezug – in die kommerzielle Popmusik der Tanzszenen von tamilischen Filmen eingebaut.

### Sri Lanka
Die zweifellige Zylindertrommel parai melam gehört wesentlich zur traditionellen Kultur der Tamilen Sri Lankas, deren Hauptsiedlungsgebiet die Nordprovinz ist. Die Trommel spielenden Paraiyar gelten wie in Südindien als „Unberührbare“. Ihre Musik wird wie dort bei Beerdigungen benötigt, trotz ihres geringen Ansehens gegenüber der Tempelmusik periya melam (mit nadaswaram, tavil, shrutibox und Handzimbeln talam) und der karnatischen (klassischen) Musik. Neben Beerdigungen wird die parai melam-Musik auch bei manchen Opferzeremonien und etwa am Selva Sannithi Murugan-Tempel in Jaffna verwendet.
An der Ostküste leben neben hinduistischen Tamilen muslimische Moors, die außerhalb des Kastensystems stehen. Noch unterhalb den Paraiyar in der gesellschaftlichen Hierarchie befinden sich die zu den Tamilen gehörenden methodistischen Kadaiyar (traditionell Kalkbrenner) und die Kuravar, die in der Kolonialzeit unter dem Criminal Tribes Act registriert waren und als „Zigeuner“ gelten. Die oberen landbesitzenden Kasten sind die Velalar und die Mukkuvar; letztere verfügten in vorkolonialer Zeit über die politische Macht. In den Dörfern im Gebiet von Batticaloa an der Ostküste versorgen die Paraiyar die dortigen Velalar oder Mukkuvar mit ihren rituellen Diensten. Die Paraiyar-Trommler bilden zusammen mit den Navitar (Frisören) und Vannar (Wäschern) die drei Dienstleistungskasten (kutimai), deren Angebote zu den Privilegien der oberen Kasten gehören. Für das Trommelspiel bei Beerdigungsprozessionen, an Tempeln und sonstigen rituellen Anlässen erhalten die Paraiyar etwas Geld und nach alter Tradition gewisse Naturalien. Eine Gelegenheit für Paraiyar-Trommler bietet das tamilische Neujahrsfest Puthandu, das am ersten Tag des tamilischen Monats Chithirai nach dem hinduistischen Kalender mit Trommeln und Tänzen für die Landbesitzer am Eingangstor ihrer Grundstücke gefeiert wird.
Der Leiter einer örtlichen Paraiyar-Trommelgruppe (muppan) besitzt als sein Würdezeichen und zugleich als Emblem der gesamten Gemeinschaft eine zweifellige Trommel aus verziertem Messing, die raca melam („Königstrommel“) genannt wird. Mancherorts ist die raca melam lediglich eine Miniaturtrommel oder eine gewöhnliche parai, die in ein Stück Stoff gewickelt ist. Die raca melam wird zu allen öffentlichen Auftritten mitgebracht und symbolisiert für die Paraiyar ihre rituelle Bedeutung.
Außer der Zylindertrommel spielen die Paraiyar das mit zwei gebogenen Stöcken geschlagene Kesseltrommelpaar tampattam (von Singhalesen tamattama genannt) und das kurze Doppelrohrblattinstrument kuzhal. Beim Trommelspiel werden 18 Rhythmen (talam) unterschieden, von denen zwei als unheilvoll gelten, weil sie für Beerdigungen reserviert sind. Die übrigen, als glückverheißend eingeschätzten Rhythmen werden bei zeremoniellen Anlässen und zur Unterhaltung verwendet. Bei den Veranstaltungen bewegen sich die parai-Trommler mit Tanzschritten und Körperdrehungen, während die tampattam- und kuzhal-Spieler an ihrem Ort stehen bleiben. Eine mit den tamilischen Paraiyar vergleichbare rituelle Bedeutung bei zugleich niedrigstem Sozialstatus kommt den singhalesischen Berava zu. Die Ritualspezialisten der Berava (benannt nach dem Wort bera, „Trommel“) sind die größte Trommler- und Tänzer-Berufskaste Sri Lankas. Wie die Paraiyar behaupten sie – innerhalb der buddhistischen Gesellschaftsordnung – in früherer Zeit einen hohen Rang gehabt zu haben und von den Brahmanen abzustammen.

## Dokumentarfilm
- This is a Music: Reclaiming an Untouchable Drum. Regie: Zoe C. Sherinian, 2015 (Inhalt und Vorschau)